# Stamnodes triangularia
Stamnodes triangularia là một loài bướm đêm trong họ Geometridae.